# Mexicaanse algemene verkiezingen 2009
Op 5 juli 2009 vonden de Mexicaanse congresverkiezingen plaats. Hierbij werd gestemd voor 500 leden voor de Kamer van Afgevaardigden.
300 kandidaten werden gekozen via een districtenstelsel, de overige door evenredige vertegenwoordiging. Aan de verkiezingen deden acht partijen mee. De Partij van de Arbeid (PT) en Convergentie vormden een coalitie genaamd 'Laten we Mexico Redden' (Salvemos a México), en in sommige districten voerden ook de Institutioneel Revolutionaire Partij (PRI) en de Groene Ecologische Partij van Mexico (PVEM) een gezamenlijke kandidaat. De overige deden onafhankelijk mee aan de verkiezingen. Gelijktijdig vonden er in tien staten en het Federaal District regionale verkiezingen plaats, waaronder zes gouverneursverkiezingen.

## Campagne
Voor de verkiezingen ontstond commotie over het enorme aantal verkiezingsspots dat werd uitgezonden. Het Federaal Electoraal Instituut (IFE) had de partijen 23 miljoen spots toegekend, goed voor 311.113 uur. Televisiestations werden verplicht een deel van hun zendtijd in te ruilen voor verkiezingsspots, onder protest van Televisa en TV Azteca, die besloten de uitzending van voetbalwedstrijden te onderbreken voor verkiezingspropaganda, iets wat helemaal niet verplicht werd door de IFE.
Gevreesd werd dat de steeds machtiger wordende drugskartels de verkiezingen zouden aangrijpen om politieke invloed te winnen door partijen te infiltreren en handlangers verkiesbaar te stellen. Enkele weken voor de verkiezingen vond in de staat Michoacán een grote federale actie plaats waarbij tal van lokale bestuurders werden opgepakt op verdenking van banden met het kartel La Familia, waaronder een halfbroer van gouverneur Leonel Godoy. Godoy verklaarde dat de actie met politieke redenen was opgezet en dat alleen plaatsen waar de oppositie regeert werden aangepakt.
Van begin af aan was de PRI, die Mexico 71 jaar lang had geregeerd en pas in 2000 voor het eerst de macht had moeten afstaan aan de Nationale Actiepartij (PAN), de gedoodverfde winnaar. De PRI wist handig in te spelen op de ontevredenheid met de resultaten van de PAN-regeringen en presenteerde zichzelf als een partij met uitgebreide bestuurservaring.
De campagne van de linkse Partij van de Democratische Revolutie (PRD) werd geplaagd door interne twisten en naweeën van haar fraudeclaims na de verkiezingen van 2006. Toenmalig presidentskandidaat Andrés Manuel López Obrador meende die verkiezingen door fraude te zijn ontnomen en had zichzelf laten uitroepen tot 'wetmatig president'. Niet iedereen binnen de PRD steunde López Obradors 'presidentschap', een van zijn tegenstanders was partijvoorzitter Jesús Ortega. López Obrador meende op zijn beurt dat Ortega en de zijnen een vijfde colonne binnen de PRD vormden, en riep in verschillende kiesdistricten op om niet op de kandidaten van de PRD te stemmen maar op die van de PT en Convergencia.
De campagne van de PVEM trok internationale aandacht omdat een van de speerpunten de herinvoering van de doodstraf was, een standpunt dat bepaald niet gebruikelijk is voor groene partijen en dat leidde tot een royement door de Europese Groene Partij. De PVEM wist echter een aansprekende campagne neer te zetten, zij werd wel als enige partij beschouwd die concrete voorstellen durfde te doen. Wel werden de groenen herhaaldelijk beschuldigd van het omzeilen van de campagnewetten, die media-optredens van politici aan banden leggen. De PVEM wist echter bekende acteurs en zangers voor hun campagne te mobiliseren, die vervolgens eenvoudig ongestraft reclame voor de PVEM konden maken.
Opvallend was verder een campagne vanuit de bevolking waarin werd opgeroepen ongeldig te stemmen (blanco stemmen is niet mogelijk in Mexico). Veel Mexicanen waren van mening dat de Mexicaanse politiek collectief zo incompetent is dat zij weigerden te kiezen tussen meerdere kwaden en maar liever op deze manier hun onvrede duidelijk maakten. De campagne werd gesteund door een aantal prominente intellectuelen en (ex-)politici waaronder Luis González de Alba, José Antonio Crespo, Patricia Mercado en Mario Hinojosa, een neef van de president, maar werd door anderen bekritiseerd als contraproductief en populistisch. Bovendien merkten critici op dat juist partijen met een sterke cliëntelistische machinerie, precies iets waartegen de voorstanders van de campagne zich verzetten, het meest zouden profiteren van een lage geldige opkomst. Onder tegenstanders van de campagne bevonden zich het IFE, alle politieke partijen en de Rooms-Katholieke Kerk. De campagne was vooral georganiseerd via internet.

## Resultaat
Zoals voorspeld in de peilingen liepen de verkiezingen uit op een klinkende overwinning voor de PRI, die haar zetelaantal meer dan verdubbelde en samen met de PVEM, die meestal de PRI steunt, zelfs een absolute meerderheid behaalde in de Kamer van Afgevaardigden. Ook de PVEM deed het goed, zij haalde met 6,71% van de stemmen en 21 zetels haar beste resultaat ooit. De PRD werd afgestraft voor haar interne twisten en zakte van 127 naar 71 zetels, terwijl voor de PAN de uitslag ook teleurstellend was; het was voor de partij van president Felipe Calderón het slechtste resultaat sinds de verkiezingen van 1997 en de partij werd bijna weggevaagd in haar traditionele bolwerk Jalisco. Na bekendmaking van de uitslag kondigde PAN-voorzitter Germán Martínez aan zijn functie neer te leggen. De PSD haalde niet genoeg stemmen voor een zetel en verloor daarmee haar status als politieke partij. 5,41% van de stemmen was ongeldig, het hoogste percentage in jaren maar minder dan waar velen op gehoopt hadden.

### Officiële uitslagen
| Partij/Alliantie                                                        | Zetels            | Stemmen           | Percentage  |
| ----------------------------------------------------------------------- | ----------------- | ----------------- | ----------- |
| Nationale Actiepartij (PAN)                                             | 143 (208)         | 9.723.537         | 28,01%      |
| Institutioneel Revolutionaire Partij (PRI)                              | 237 (106)         | 12.821.504        | 36,94%      |
| Partij van de Democratische Revolutie (PRD)                             | 71 (127)          | 4.231.342         | 12,19%      |
| Groene Ecologische Partij van Mexico (PVEM)                             | 21 (17)           | 2.328.072         | 6,71%       |
| Alliantie Laten we Mexico Redden Partij van de Arbeid (PT) Convergentie | 19 13 (13) 6 (17) | 1.268.876 855.015 | 3,66% 2,46% |
| Nieuwe Alliantie (PANAL)                                                | 9 (10)            | 1.187.902         | 3,42%       |
| Sociaaldemocratische Partij (PSD)                                       | 0 (4)             | 358.708           | 1,03%       |
| Niet-ingeschreven kandidaten                                            | 0 (0)             | 56.859            | 0,16%       |
| Ongeldig                                                                | -                 | 1.876.629         | 5,41%       |

1917 · 1920 · 1922 · 1924 · 1926 · 1928 · 1929 · 1930 · 1932 · 1934 · 1937 · 1940 · 1943 · 1946 · 1949 · 1952 · 1955 · 1958 · 1961 · 1964 · 1967 · 1970 · 1973 · 1976 · 1979 · 1979 · 1982 · 1985 · 1988 · 1991 · 1994 · 1997 · 2000 · 2003 · 2006 · 2009 · 2012 · 2015 · 2018 · 2021 · 2024 · 2027